# Marianne Hirsch
Marianne Hirsch (née le 23 septembre 1949 à Timișoara en Roumanie) est une enseignante-chercheuse et écrivaine américaine, qui enseigne la littérature américaine et la littérature comparée à l'université Columbia. Elle enseigne également à l'Institut de recherche sur les femmes, le genre et la sexualité (Institute for Research on Women, Gender, and Sexuality). Dans la majorité de ses publications, Hirsch analyse les théories féministes, les travaux sur la mémoire et la photographie.

## Parcours universitaire et carrière
Hirsch est née le 23 septembre 1949 en Roumanie à Timișoara, où ses parents avaient fui Czernowitz. En 1962, elle s'installe aux États-Unis. Elle fait ses études à l'université Brown jusqu'au doctorat. Par la suite, elle enseigne pendant trente ans au Dartmouth College. En outre, toujours à Dartmouth, elle participe à la fondation du programme de recherche sur les femmes et elle tient la chaire de littérature comparée pendant plusieurs années. Hirsch est reconnue auprès de diverses instances de recherches, entre autres la Guggenheim Foundation, le National Humanities Center (en), l'American Council of Learned Societies (en), les fondations Bellagio et Bogliasco, le Mary Ingraham Bunting Institute (Radcliffe Institute for Advanced Study) et le Stellenbosch Institute for Advanced Studies (STIAS, Afrique du Sud). Elle a présidé la Modern Language Association. Elle a aussi joué un rôle actif auprès de plusieurs sociétés savantes, comme l'American Comparative Literature Association (Association américaine de littérature comparée), la Society for the Study of Narrative Literature (société pour l'étude de la littérature narrative) et The English Institute à l'Université Yale. Elle fait partie du comité consultatif pour les revues Memory Studies et Contemporary Women's Writing.
En 1992, à la suite de la publication de Maus, Hirsch élabore le concept de post-mémoire, qui a été cité ensuite dans des livres et articles par centaines. À l'origine, ce terme désignait la relation qu'entretiennent les descendants des rescapés de la Shoah avec les souvenirs de leurs parents ; par la suite, la notion s'est étendue au-delà des relations familiales pour décrire « la relation qu'entretiennent les générations postérieures ou les témoins indirects envers le traumatisme personnel, collectif et individuel d'autrui, c'est-à-dire des évènements que ceux-ci ne connaissent que par les récits, images et comportements ». L'historien Guy Beiner critique cette notion dans la revue Memory Studies car il la trouve bancale (« half-baked ») et il propose des pistes pour améliorer ce concept, afin d'en faire un instrument d'analyse plus performant.

## Travaux et publications
(non exhaustif)
- The Generation of Postmemory: Writing and Visual Culture After the Holocaust (Columbia University Press, 2012)
- Avec Nancy K. Miller : Rites of Return: Diaspora, Poetics and the Politics of Memory (Columbia University Press, 2011) ; Grace Paley Writing the World (2009), Teaching the Representation of the Holocaust (2004), Time and the Literary (2002) et The Familial Gaze (1999).
- Beyond the Single Vision : Henry James, Michel Butor, Uwe Johnson (French Literature Publications Co., 1981).
- The Mother / Daughter Plot: Narrative, Psychoanalysis, Feminism (Indiana University Press, 1989).
- Family Frames: Photography, Narrative, and Postmemory (Harvard University Press, 1997)[14].
- Ghosts of Home: The Afterlife of Czernowitz in Jewish Memory, co-rédigé avec Leo Spitzer (University of California Press, 2010).
- The Generation of Postmemory: Writing and Visual Culture After the Holocaust (Columbia University Press, 2012).
- The Voyage In: Fictions of Female Development , co-rédigé avec Elizabeth Abel et Elizabeth Langland (University Press of New England, 1983).
- Conflicts in Feminism co-rédigé avec Evelyn Fox Keller (Routledge, 1990).
- Écritures de femmes : Nouvelles cartographies co-rédigé avec MaryAnn Caws, Mary Jean Green, Ronnie Scharfman (Yale University Press, 1996).
- The Familial Gaze (Dartmouth, 1999).
- Time and the Literary, co-rédigé avec Karen Newman et Jay Clayton (Routledge, 2002).
- Teaching the Representation of the Holocaust, co-rédigé avec Irene Kacandes (The Modern Language Association of America, 2004).